# Emblem3
Gli Emblem3 sono un gruppo musicale reggae-pop statunitense attivo dal 2012 e originario di Sequim composto da Wesley Stromberg, Keaton Stromberg e Drew Chadwick.

## Carriera
Nel 2013, dopo aver partecipato ed essere arrivato quarto al talent-show The X Factor, il gruppo ha firmato per Syco e Columbia Records.
Il primo singolo Chloe (You're the One I Want) è stato pubblicato nell'aprile 2013.
Nel mese di luglio seguente è uscito il primo album Nothing to Lose, che ha raggiunto la posizione numero 7 della classifica Billboard 200.
Chadwick ha lasciato il gruppo a Luglio del 2014 a causa di visioni musicali diverse. Un anno dopo, sia Keaton che Wesley hanno iniziato a lavorare a progetti musicali separati, lasciando così il futuro degli Emblem3 incerto. Nel Settembre del 2015, gli Emblem3 si sono presentati alla première dei Janoskians, lasciando intendere che si fossero riuniti. La riconciliazione è stata poi confermata dopo dalla band su Twitter. Il 3 Novembre 2015, la band fa un annuncio privato ai fan iscritti al loro sito web, rivelando di star lavorando ad un nuovo album che verrà pubblicato nel 2016, con un tour a seguire. Il 1 Febbraio 2016 gli Emblem3 rilasciano il loro primo singolo da quando sono tornati insieme intitolato "Now". Il 14 Febbraio 2016, la band rilascia il nome e le date del tour.
A Settembre 2016 Wesley annuncia che gli Emblem3 continueranno temporaneamente con i loro progetti individualmente ma che ciò non si trattava di una rottura.
Nell'ambito dei Teen Choice Awards 2013 hanno vinto il premio come "gruppo rivelazione".
Wesley Stromberg e Drew Chadwick si sono conosciuti quando frequentavano la scuola media a Sequim. A quel tempo Keaton aveva soltanto 9 anni e faceva parte di una band chiamata Lucky 13. Mentre Wesley si era trasferito ad Huntington Beach assieme alla sua fidanzata, Drew trascorse la scuola superiore spostandosi su e giù per la West Coast raggiungendo infine Wesley ad Huntington Beach. Keaton si iscrive ad una scuola di arte vicina e si trasferisce in California per unirsi a loro. Hanno pubblicato un album, "Bite Your Lip" e "Take It" con il nome di The American Scholars, che hanno prodotto nel loro seminterrato. Dopo aver cambiato molti nomi, il trio si è stabilito in "Emblem3".

## Formazione
- Wesley Stromberg (2012 - presente)
- Keaton Stromberg (2012 - presente)
- Drew Chadwick (2012 - 2014; 2015 - presente)

## Discografia

### Album studio
- 2013 - Nothing to Lose

### EP
- 2014 - Songs from the Couch, Vol. 1
- 2014 - Forever Together

### Singoli
- 2013 - Chloe (You're the One I Want)
- 2013 - 3000 Miles
- 2016 - End of the summer